# Korán Imre

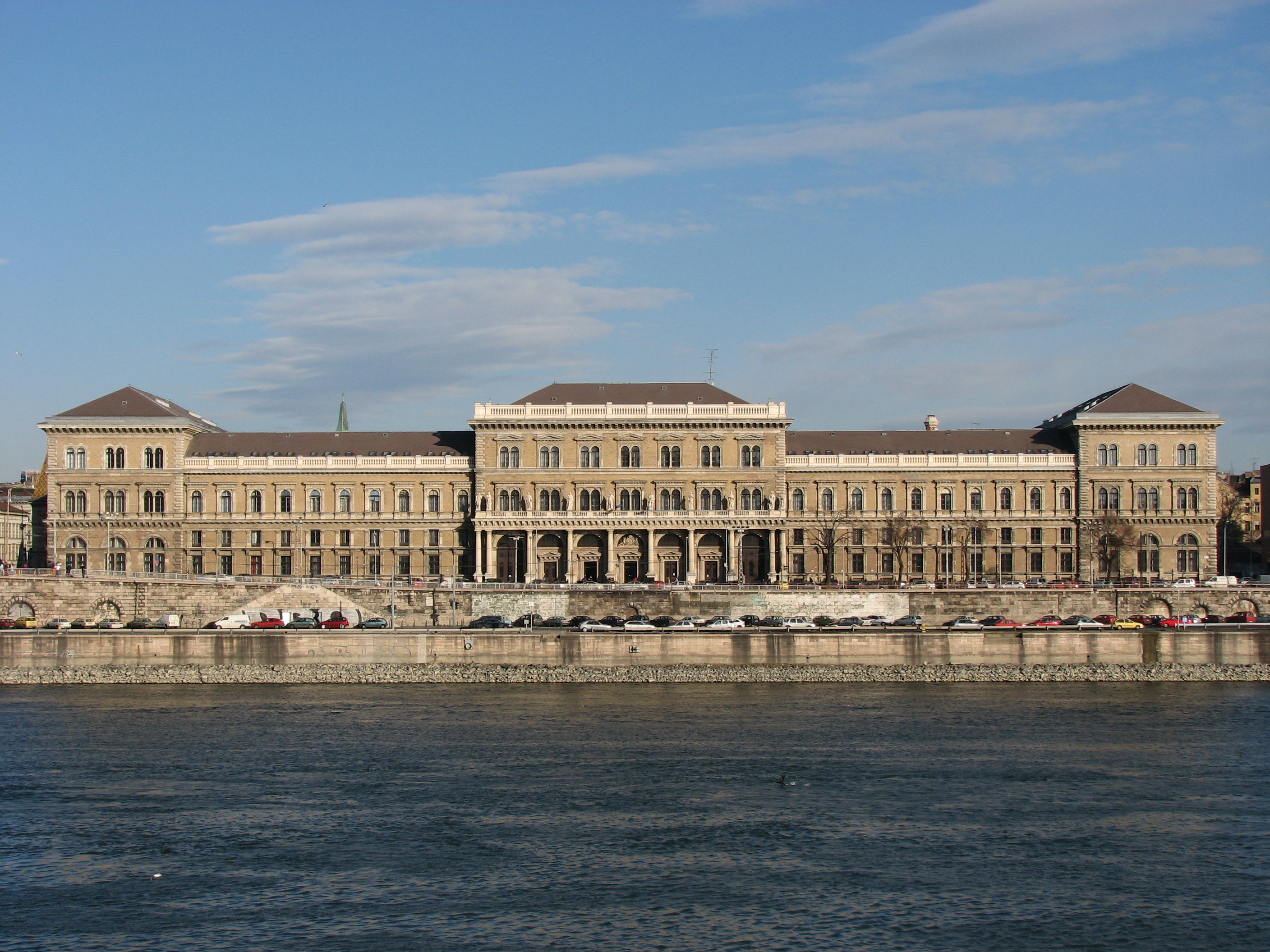
1952-1990 között a Marx Károly Közgazdaságtudományi Egyetemen tanított

Korán Imre (Mezőzombor, 1904. december 15. – Budapest, 1995. június 4.) mérnök, közgazdász, jövőkutató, egyetemi tanár.

## Életpályája
Szülei: Korán József és Szűcs Lídia. Felesége Szendrei Ilona. A Diósgyőri Gimnáziumban 1926-ban érettségizett, osztályfőnöke Kósch János volt.
1931-ben gépészmérnöki oklevelet szerzett a Budapesti Műszaki és Gazdaságtudományi Egyetem elődjén, az akkori József Műegyetemen. Tudományos fokozatai: a közgazdaság-tudományok kandidátusa 1968-ban, doktora 1976-ban. Doktori értekezésének a címe: A gazdasági prognosztika elveinek és módszereinek fejlesztése.
Az egyetem elvégzése után gyakorló mérnöki munkát végzett, de a műegyetemen is oktatott, kutatott. Később különböző területeken vezető beosztásban dolgozott mérnökként, mérnök-közgazdászként. Az MKKE Külkereskedelem Gazdaságtana Tanszéken oktatott 1952-től. Gazdag tudományos és szakmai pályafutás van mögötte: elméleti számítások, műszaki tervezés, gyárépítés, a második világháború után a MÁVAG lerombolt és részben leállt üzemeinek újraindítása, géppark-korszerűsítés. Kiemelten emlékezik meg az utókor a 41 éves korában két év időtartamra kapott megbízatásának teljesítéséről, a Diósgyőri Vasgyárban 1945 decembertől 1947 decemberig betöltött bonyolult igazgatói feladatai sikeres végrehajtásáról. A háború utolsó esztendejében, 1944. szeptember 13-án érte a Diósgyőri Gyárat az első légitámadás, mely alkalommal mintegy 700 db 250-300 kg-os bomba hullott a gyárra. Ezen túl a visszavonuló német hadsereg több nagyértékű termelőberendezést leszereltetett és elszállíttatott, vagy helyben felrobbantott, alkalmatlanná tett az újraindításra. Ebből a lerombolt állapotból vezette ki a gyárat Korán Imre munkatársaival együtt, és viszonylag rövid időn belül az ország újjáépítésének a szolgálatába tudtak állni. A magyar gépipar 100 éves fejlődésének felmérése után fordult érdeklődése a gazdasági előrejelzés és a műszaki külkereskedelem helyzetének elemzése felé. Nemzetközileg is egyedülállóan új gazdasági rendszer-hierarchiát állított fel a természet és a társadalom anyagcseréjét megvalósító gazdaság szerveződésének vizsgálatára. Alapvetően új eljárást dolgozott ki a minőségi változások gazdasági folyamatokban való mérésére. További kutatási területei: az energetikai gépgyártás rövid és hosszú távú vizsgálata, ipari és fűtőerőművek közgazdasági és energiagazdálkodási vizsgálata. 

## Kutatási területe
Tudományos pályafutásának kezdetén ballisztikai légellenállás-számításokkal foglalkozott, majd részt vett a budapesti műegyetemi aerodinamikai intézeti szélcsatorna tervezésében. Alapvetően új eljárást dolgozott ki a minőségi változások gazdasági folyamatokban való mérésére. További kutatási területei: az energetikai gépgyártás rövid és hosszú távú vizsgálata, ipari és fűtőerőművek közgazdasági és energiagazdálkodási vizsgálata. Az 1960-as években az árusismeretekkel, elemző árutannal, árképzéssel foglalkozott. 1968 után elsőként írt szakkönyvet a prognosztizálás, jövőkutatás témakörében Magyarországon. Később 1980-ban a világmodellek témaköréből publikált szakkönyvet.Gidai Erzsébet Korán Imre: Jövőkutatás és gazdasági előrejelzés, Közgazdasági és Jogi Könyvkiadó, Bp., 1972. c. könyve kapcsán többek között a következőket állapította meg: „A jövőkutatás igénye – kissé megkésve ugyan – egyre jobban előtérbe kerül hazánkban is. Dr. Korán Imre könyve régi kívánalomnak tesz eleget és a jövőkutatással foglalkozó szegényes hazai szakirodalomban jelentős hiányt pótol. A könyv sikeresen kíséreli meg a jövőkutatás, ezen belül is a gazdasági előrejelzések leglényegesebb alapösszefüggéseinek, fogalmainak és módszereinek összefoglalását. A szerző ugyanakkor nem marad az elméleti okfejtés és elemzés síkján, hanem példákkal, esettanulmányokkal is szemlélteti a gazdasági prognosztika gyakorlati alkalmazását.”

## Közéleti szerepvállalása
- Az MTA Szilárdtestfizikai Komplex Bizottsága tagja (1970-től)
- A Magyar Közgazdasági Társaság és a Gépipari Tudományos Egyesület (GTE) tagja
- Az Országos Tervhivatal (OT) Energetikai Bizottságának a tagja (1960-tól)
- Az Országos Műszaki Fejlesztési Bizottság (OMFB) tagja (1968–1971).

## Fontosabb művei
- Korán Imre (1904-1995) 28 publikációjának az adatai. OSZK. Katalógus.[6]
- Development of Seamless Steel Tube Manufacturing Technologies. Periodica Polytechnica, 1960
- The Expansion of Up-to-date Pilger Tube Mills. Hungarian Heavy Industries, 1960
- Some Important Technical – Economic Factors of Seamless Tube Production, Periodica Polytechnica. Chemical Engineering, 1961
- Installation of Heat Producing Power Plants, (Hungarian Heavy Industries, 1962
- Áruismeret és világpiac. I–II. köt., Tankönyvkiadó, Bp., 1965; spanyolul: 1966
- Elemző árutan. Külkereskedelmi mérnök-közgazdászok számára I–II. köt. Tankönyvkiadó, Bp., 1966–1967
- A magyar vaskohászat műszaki-gazdasági mutatóinak elemzése, VASKUT kiadványa, Bp., 1968
- Vaskohászatunk helyzetének és fejlesztési kérdéseinek vizsgálata, VASKUT kiadványa. Bp., 1968
- Vaskohászatunk távlatának elemzése, VASKUT kiadványa, Bp., 1968
- Jövőkutatás és gazdasági előrejelzés, Közgazdasági és Jogi Könyvkiadó, Bp., 1972
- Gazdasági prognosztika. Alapelvek, módszertan, az alkalmazás. Tankönyvkiadó, Bp., 1978
- Világmodellek. A Római Klub jelentésétől az ENSZ kezdeményezéséig, Közgazdasági és Jogi Könyvkiadó, Bp., 1980
- Áruismeret a külkereskedelmi szakos közgazdászok számára. Az áruismeret tanításának korszerű szemlélete, Tankönyvkiadó, Bp., 1980)
- Az idő sodrásában: Életút-tanulmány. (Korán Imre), Szakszervezetek Gazdaság- és Társadalomkutató Intézete kiadványa, Bp., 1989
- A jövő építőkövei a jelenben, a jövő útjai. Szakszervezetek Gazdaság- és Társadalomkutató Intézete kiadványa, Bp., 1990